# Церковь Рождества Пресвятой Богородицы на Кулишках
Храм Рождества́ Пресвятой Богородицы на Кули́шках (на Стре́лке) — православный храм Покровского благочиния Московской городской епархии.
Храм расположен в районе Таганский, Центрального административного округа города Москвы. Главный престол освящён в честь праздника Рождества Пресвятой Богородицы; приделы в честь святого апостола Иоанна Богослова, в честь святого великомученика Димитрия Солунского.
С 1996 года является Патриаршим Аланским подворьем. Служба в храме совершается на церковнославянском и осетинском языках.

## История

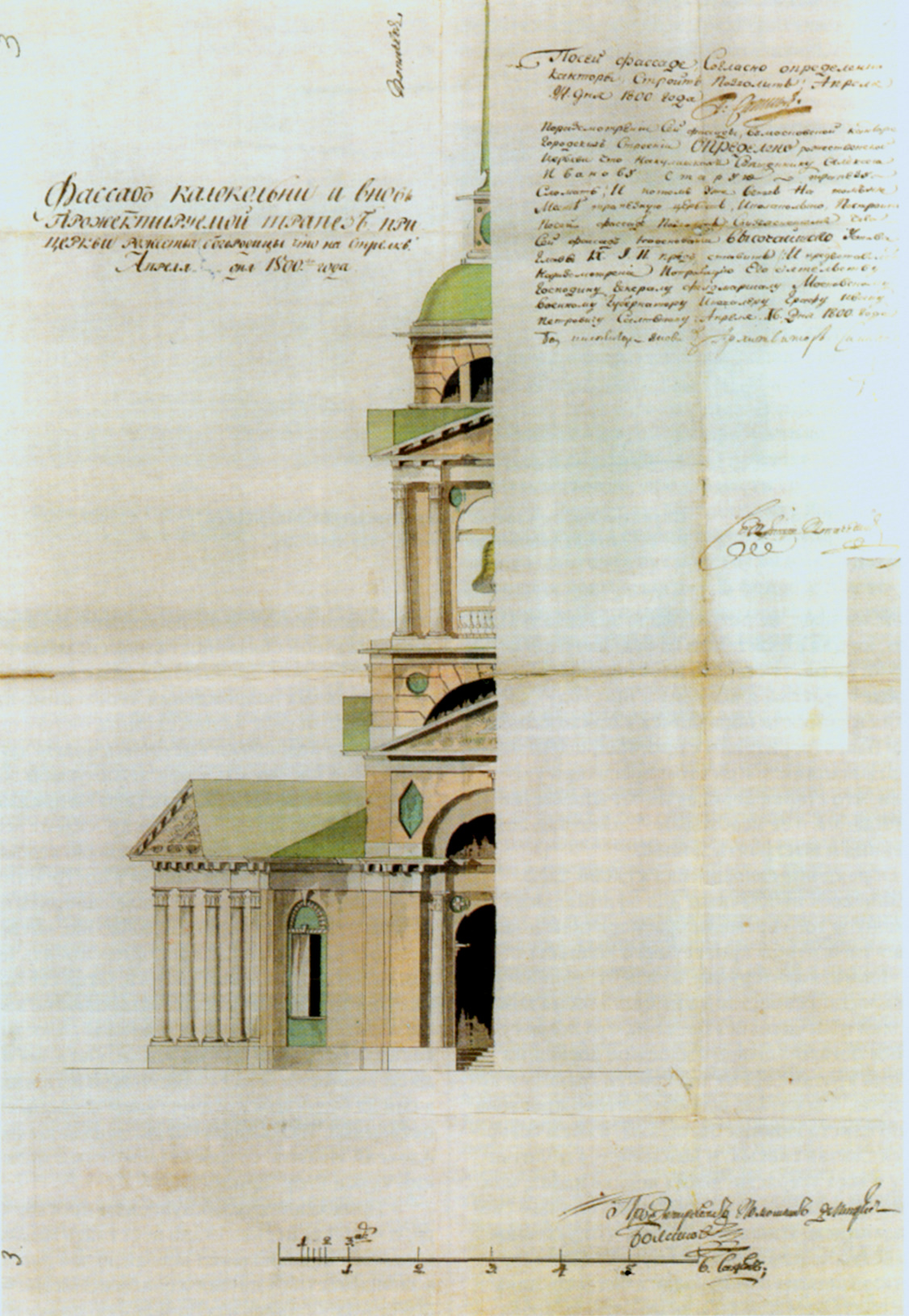
Церковь Рождества Богородицы, что на Стрелке. Фасад колокольни и вновь проектируемой трапезной. Арх. Д. Балашов. 1800. ЦИАМ

Церковь Рождества Пресвятой Богородицы расположена в историческом районе Москвы, который раньше называли Кулишки. «Кулишки» (правильнее кулижки) — старинное русское слово, трактуемое различными источниками по-разному. Среди вариантов значений можно найти и топкое болотистое место, и лес после порубки. Старинный район Кулишки был расположен в месте слияния Москвы-реки и Яузы. В настоящее время это район Солянки с прилегающими переулками до Яузского бульвара и набережной Яузы и вся территория бывшего Воспитательного дома.
Церковь расположена на стрелке, образованной Подколокольным переулком и Солянкой. По всей видимости, Подколокольный переулок получил своё название по колокольне, от которой он начинается и идёт в сторону Хитровской площади.
В 1547 году на этом месте упоминается деревянная церковь Рождества Богородицы на Кулишках (на Стрелке) — на развилке двух древних дорог — в Заяузье (Улица Солянка; бывшая Большая Коломенская дорога, доходящая до Коломны на Оке и далее идущая в Рязанское княжество), и в великокняжеское село Воронцово на Воронцовом поле (Подколокольный переулок).
В связи с расположением здания церкви у места сбора общерусского войска на Васильевском лугу перед походом на Куликово поле и посвящением главного престола Рождеству Пресвятой Богородицы, известный историк и архивист начала XIX века А. Ф. Малиновский в своём фундаментальном рукописном труде «Обозрение Москвы» связывал первоначальную постройку деревянного храма на этом месте с увековечиванием памяти русских воинов, павших на Донском побоище 8 сентября 1380 года. Поскольку его труд впервые был опубликован лишь в 1992 году, эта важная информация оставалась совершенно не замеченной почти 170 лет.
В 1600 году на месте деревянной церкви была построена кирпичная.

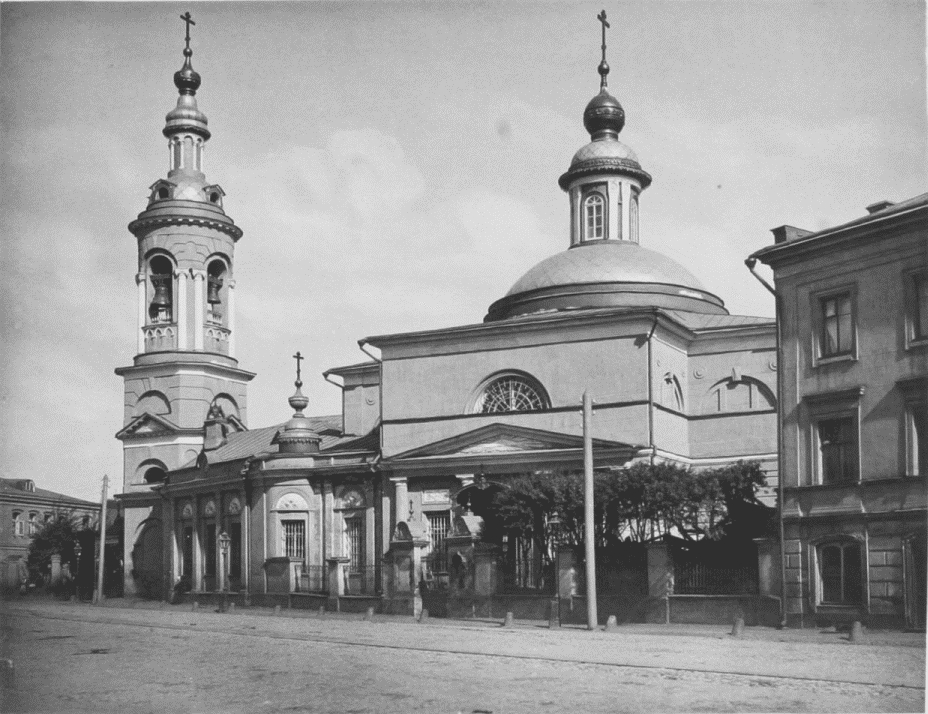
Фотография из альбома Николая Найдёнова 1882 год

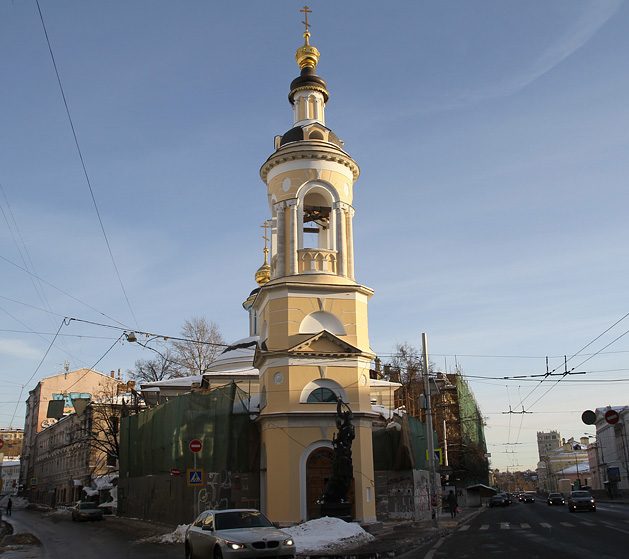
Церковь в ноябре 2013 года

Нынешнее здание Рождественского храма в стиле зрелого классицизма построено по проекту архитектора Д. Балашова (по другим сведениям — братом В. И. Баженова — Дмитрием Баженовым) в 1803—1804 годах на месте старого, при колокольне и трапезной, отстроенных в 1801—1802 годы.
Храм сильно пострадал во время пожара 1812 года: огонь уничтожил ротонду, были похищены серебряные оклады икон, венцы, лампады, одежды, антиминсы.
Ризница церкви построена в 1880 году по проекту архитектора В. Н. Карнеева.
Храм был закрыт в 1935 году, обезглавлен, но устоял. В советское время в здании церкви размещались: скульптурная мастерская, «Леспроект», рентгено-радиологический институт, медицинские учреждения, салон красоты.
В 1991 году был возвращён Русской Православной Церкви, возобновлено богослужение.
В 1996 году по благословению Патриарха Московского и всея Руси Алексия II храм Рождества Пресвятой Богородицы на Кулишках был передан московской осетинской общине и стал известен как Аланское подворье.
В 2007 году настоятелем храма Рождества Пресвятой Богородицы на Кулишках стал игумен Георгий (Бестаев). Он приехал в Москву из подворья Свято-Троицкой Сергиевой Лавры, где последние 8 лет служил скитоначальником в храме святой равноапостольной Марии Магдалины в посёлке Лоза.
Зимой 2008 года храм и колокольня покрылись лесами — начались ремонтно-восстановительные работы.
В 2009 году было восстановлено золочёное завершение колокольни и установлен крест. Фоторепортаж
В 2010 году перед церковью был установлен памятник «В память о жертвах трагедии в Беслане», автор — Зураб Церетели.
27 ноября 2022 года Святейший Патриарх Московский и всея Руси Кирилл совершил чин великого освящения храма.

## Прочие сведения
Соседний с церковью дом № 7 — доходный дом (архитектор Василий Карнеев, 1882). Здесь располагалась контора купца Дмитрия Расторгуева, так называемый Дом с атлантами. Сам хозяин был старостой храма. В 1857—1858 годах за его счёт были осуществлены значительные ремонтные работы по храму, а также отлиты новые колокола.
Последним священником, служившим в храме 22 года до его закрытия, был отец Сергий Толгский. На долю этого пастыря выпал самый сложный период. Всеми силами отец Сергий пытался сохранить духовную жизнь в храме, но многие уходили «страха ради…». В конце 1931 года отказался от участия в церковной жизни один из членов приходского совета, на его заявлении настоятель написал: «Грешно и стыдно покидать храм, когда он не ныне завтра будет закрыт, надо доводить дело до конца. С тонущего корабля капитан и лоцманы уходят последние, а не бегут впереди и раньше других…» В 1935 году Богородицерождественский храм на Кулишках был закрыт.

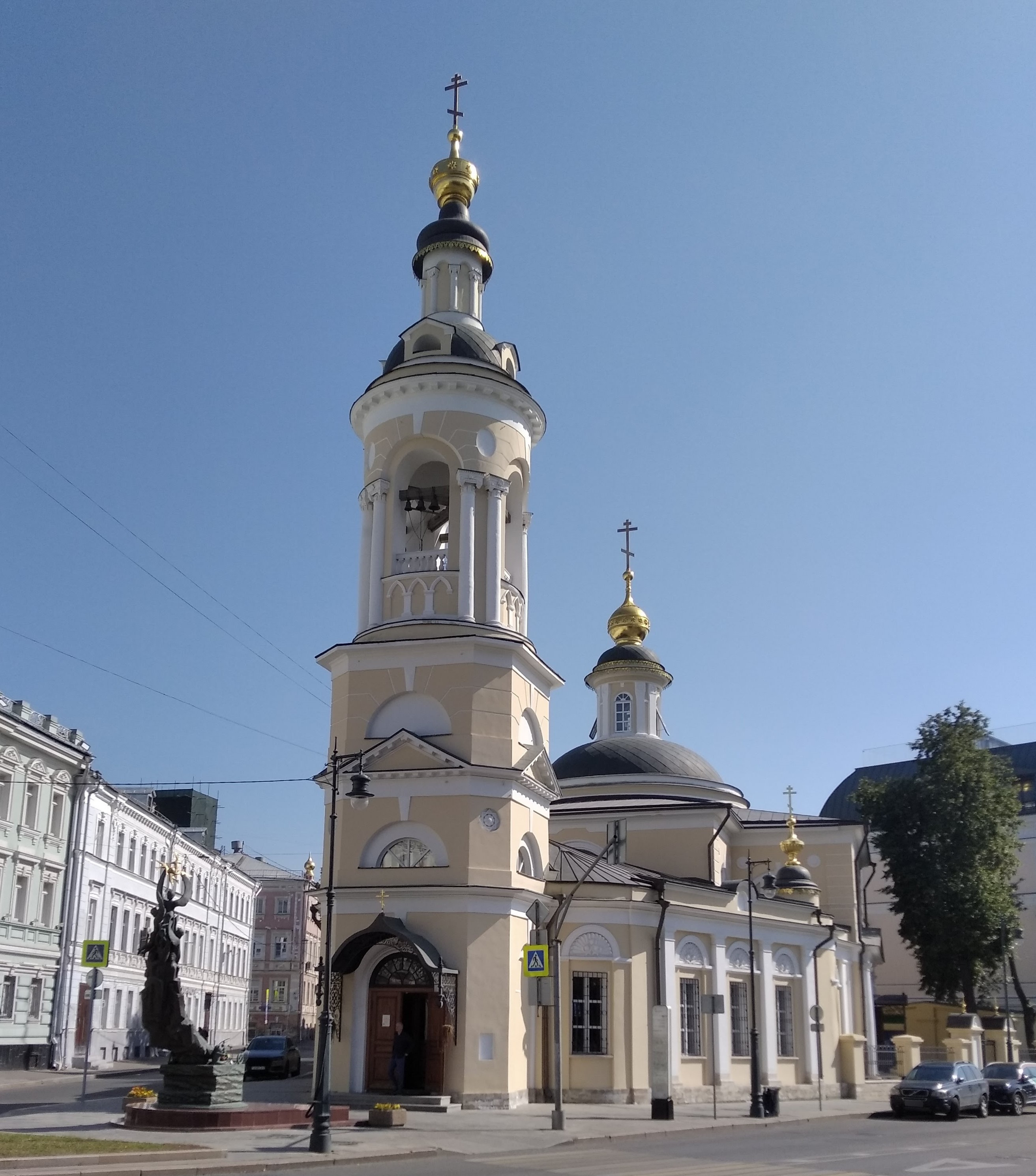
Современный вид храма (2024)

С 6 августа 1992 года до внезапной кончины в 1997 году обязанности настоятеля патриаршего подворья при московском храме Рождества Пресвятой Богородицы на Стрелке исполнял отец Игорь (Шарунов).

## Духовенство
- Настоятель храма — игумен Георгий[7]